# Norbert Feith

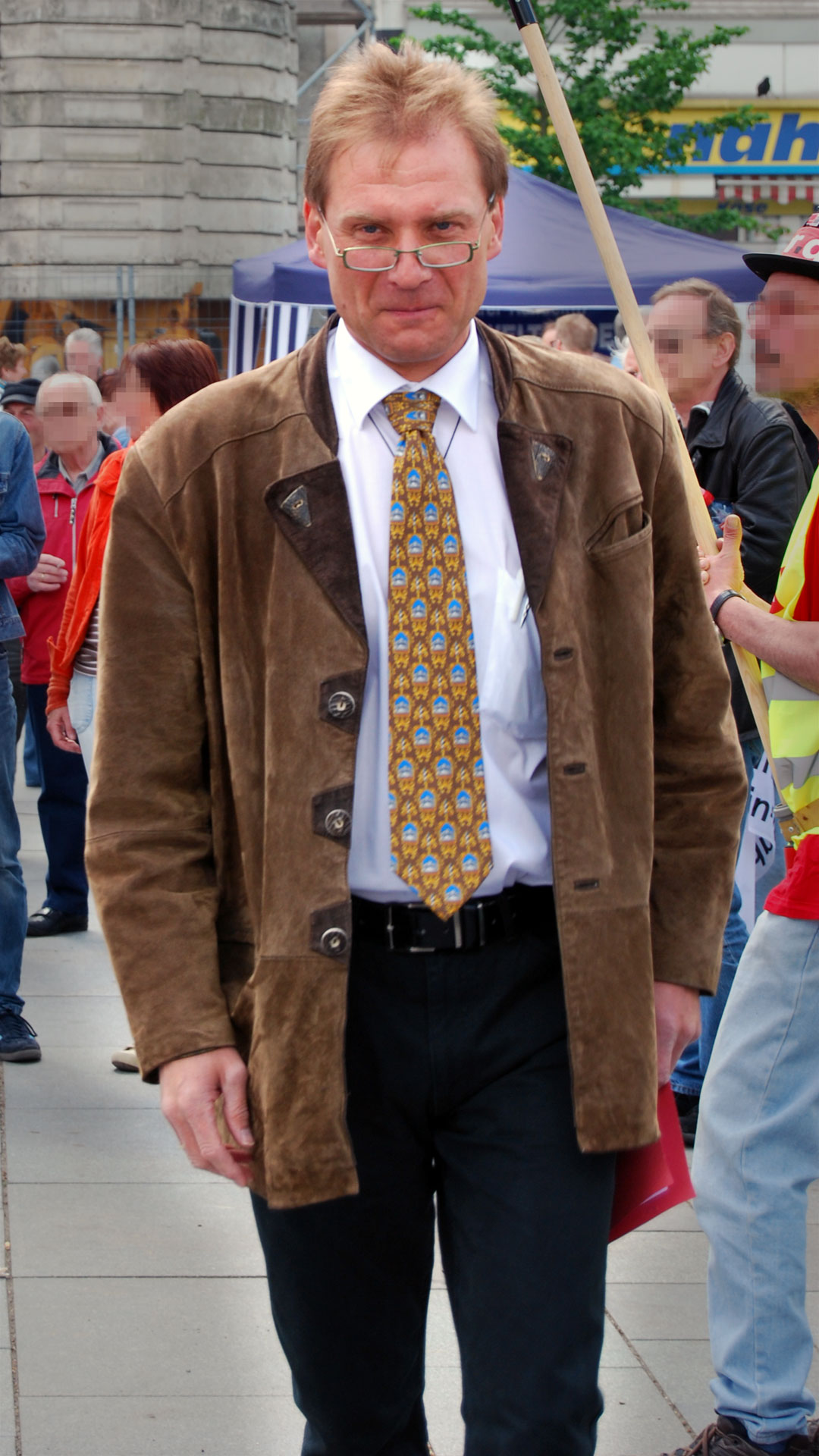
Norbert Feith auf der Maikundgebung des DGB in Solingen (2010)

Norbert Feith (* 15. August 1958 in Bergisch Gladbach) ist ein deutscher Politiker (CDU) und war von 2009 bis 2015 Oberbürgermeister der kreisfreien Stadt Solingen.

## Herkunft, Studium und Privates
Norbert Feith absolvierte 1978 am Otto-Hahn-Gymnasium in Bensberg das Abitur. Danach leistete er zwischen 1978 und 1979 Wehrdienst und ist heute Unteroffizier der Reserve. 1979 begann er sein Studium der Politikwissenschaft und Soziologie sowie Sozial-, Verfassungs- und Wirtschaftsgeschichte an der Rheinischen Friedrich-Wilhelms-Universität in Bonn. Von 1982 bis 1983 absolvierte Feith ein Auslandsstudium an der Päpstlichen Universität Salamanca und der Universität Complutense Madrid. 1987 schloss er sein Studium mit der Prüfung zum Magister Artium ab.
Feith ist katholisch, verheiratet und hat zwei Töchter.

## Berufliche Tätigkeit

### Bundesministerium für Familie, Senioren, Frauen und Jugend 1991 bis 2001
Unter der CDU-Bundestagsabgeordneten Hannelore Rönsch war Feith wissenschaftlicher Mitarbeiter und Büroleiter. Von 1991 bis 2001 war er Referatsleiter im Bundesministerium für Familie und Senioren, wo er die Grundsatzreferate für Familienpolitik und Seniorenpolitik leitete.
Von 2001 bis 2015 war Norbert Feith als Verwaltungsangestellter im Bundesfamilienministerium beurlaubt.

### Beigeordneter in Bergheim und Solingen 2001 bis 2009
Von 2001 bis 2008 war Feith Beigeordneter für Jugend, Bildung und Soziales sowie Kämmerer der Kreisstadt Bergheim. 2008 wurde er Beigeordneter für Jugend, Schule, Sport, Kultur, Gesundheit und Integration der Stadt Solingen, dieses Wahlamt hatte Feith bis 2009 inne.

### Oberbürgermeister von Solingen 2009 bis 2015
Am 30. August 2009 wurde Feith zum neuen Oberbürgermeister von Solingen gewählt und trat die Amtsnachfolge seines Vorgängers Franz Haug an. Feith gewann die OB-Wahl gegen den SPD-Kandidaten Hans-Joachim Müller-Stöver.
Feith erklärte nach der Kommunalwahl im Mai 2014, nicht mehr für eine zweite Amtszeit (2015 bis 2020) kandidieren zu wollen.

### Verwaltungsangestellter im Bundesdienst 2015 bis heute
Zum 1. November 2015 kehrte Norbert Feith zurück ins Bundesministerium für Familie, Senioren, Frauen und Jugend und arbeitet am Dienstsitz Bonn des Ministeriums in Teilzeit als Verwaltungsangestellter.